# Áno Rodákino (Réthymnon)
Áno Rodákino, en grec moderne : Άνω Ροδάκινο, est un village du dème d'Ágios Vasílios, de l'ancienne municipalité de Foínikas, dans le district régional de Réthymnon, en Crète, en Grèce. Selon le recensement de 2011, la population d'Áno Rodákino compte 106 habitants. Le village est situé à une altitude de 220 m et à une distance de 43 km de Réthymnon.

## Histoire
Selon la tradition, Rodákino était habité par un ancien habitant de la région qui s'était réfugié dans la péninsule de Magne, vers 1600 : il est revenu avec ses enfants et aurait construit le village. Celui-ci est mentionné, dans le recensement ottoman, de 1659, sous le nom de Rodakino, avec 26 maisons.
Dans le recensement de 1834, organisé par les Égyptiens, le village est toujours appelé Rodakino avec une population purement chrétienne et est habité par 45 familles. Dans le recensement de 1881, Rodakino fait partie de la municipalité de Foínikas et a une population uniquement chrétienne avec 376 habitants. Au recensement de 1900, il compte 468 habitants. Lors du recensement de 1920, Ano et Kato Rodákino sont répertoriés séparément pour la première fois, Ano Rodákino étant le siège de la municipalité rurale de Rodákino. En 1925, Ano Rodákino est désigné comme le siège de la communauté Rodákino. En 1940, les deux villages sont mentionnés dans le recensement comme un seul, avec le nom de Rodákino, mais depuis 1951, ils sont à nouveau des localités séparées.
Pendant la Seconde Guerre mondiale, des navires et sous-marins alliés ont été amarrés dans la baie, au sud du village, transportant des munitions pour la résistance. Après le meurtre d'un Allemand, le 20 août 1943, les Allemands incendient le village et exécutent plusieurs de ses habitants.

## Source de la traduction
- (el) Cet article est partiellement ou en totalité issu de l’article de Wikipédia en grec moderne intitulé « Άνω Ροδάκινο Ρεθύμνης » (voir la liste des auteurs).